# Baixio
Baixio designa a parte do fundo marítimo onde a profundidade da água é muito baixa, em comparação com pontos vizinhos. Em oceanografia e náutica, um baixio é perigoso para a navegação.